# Гаврилов, Михаил Аполлонович
Михаи́л Аполло́нович Гаври́лов (18 мая 1905, Красногорка (Марий Эл), Козьмодемьянский уезд, Казанская губерния, Российская империя — 1 января 1989, Козьмодемьянск, Марийская АССР, РСФСР, СССР) — советский педагог. Учитель математики Козьмодемьянского педагогического училища (1947—1956) и Козьмодемьянской школы-интерната Марийской АССР (1956―1960). Заслуженный учитель школы РСФСР (1951). Участник Великой Отечественной войны.

## Биография
Родился 18 мая 1905 года в деревне Красногорка ныне Горномарийского района Марий Эл в крестьянской семье.
В сентябре 1927 года призван в Красную армию.
В начале 1930-х годов стал одним из организаторов колхоза в родной деревне.
В 1937 году окончил Марийский педагогический институт имени Н. К. Крупской.
По окончании института преподавал математику в средней школе № 1 г. Козьмодемьянска.
В 1941 году вновь призван в РККА. Участник Великой Отечественной войны: окончил Ленинградское артиллерийское училище 3 (г. Кострома), служил в 20 запасном артиллерийском полку в Московском военном округе, младший техник-лейтенант. Демобилизовался из армии в сентябре 1945 года.  
С 1947 года преподавал в педагогическом училище, с 1956 года — в школе-интернате Козьмодемьянска. В 1960—1963 годах — заведующий Козьмодемьянским роно Марийской АССР. 
За плодотворную многолетнюю работу в системе народного просвещения Марийской республики в 1951 году ему присвоено почётное звание «Заслуженный учитель школы РСФСР». Награждён медалями.
Скончался 1 января 1989 года в г. Козьмодемьянске Марийской АССР, похоронен там же.

## Признание заслуг
- Заслуженный учитель школы РСФСР (1951)[2][3]
- Отличник народного просвещения РСФСР
- Медаль «За доблестный труд. В ознаменование 100-летия со дня рождения Владимира Ильича Ленина» (1970)